# Masarykova škola (Bělehrad)
Masarykova škola v Bělehradě (celým názvem Československá základní škola Masarykova/srbochorvatsky Čehoslovačka osnovna škola Masarikova) je bývalá česká škola, která působila v první polovině 20. století v hlavním městě Srbska, tehdy Jugoslávie. Nacházela se v budově dnešního Českého domu (v druhém patře) na adrese Svetozara Markovicá 79 v blízkosti náměstí Slavija jižně od centra města.
Po nějakou dobu měla škola také oddělení v centrální části Srbska, kde existovala česká škola ještě před první světovou válkou v souvislosti s českým cukrovarem a mezinárodní komunitou.

## Historie
Česká komunita v Bělehradě existovala již před první světovou válkou a byla relativně početná. Myšlenka na zřízení školy pro děti Čechů se objevila již roku 1914 ale přerušila ji první světová válka. Bělehrad byl totiž jako město na samotné hranici s Rakousko-Uherskem okamžitě bombadován a státní instituce přemístěny do bezpečnější Niše na jihu země. Až v novýcn podmínkách po skončení konfliktu a stabilizace obou dvou zemí, včetně ustanovení vzájemných vztahů byla možnost ustanovení takové instituce. Kurzy češtiny probíhaly původně pro 43 dětí v prostoru bývalé nemocnice. Československý stát zajistil pro tyto kurzy vyučujícího i učebnice.
Od roku 1928 byla škola přestěhována do tzv. Československého domu. Vyučovalo se v obou jazycích. Škola byla jednou ze čtyřiceti škol s českým (nebo slovenským) vyučovacím jazykem na území tehdejší Jugoslávie.
Škola nicméně působila až do roku 1939. Děti byly potom převedeny do standardních škol. Dva roky (do vypuknutí války v Jugoslávii) potom objekt využívali uprchlíci z rozbité republiky, kteří v Jugoslávii 
Po bělehradské operaci nějakou dobu využívala prostory bývalé školy armáda pro léčbu raněných. Výuka probíhala nejspíše jinde, první školní rok byl rok 1944/1945. Válečné škody znamenaly malou účast dětí, problémy s oblečením i obuví a častou neúčast žáků, způsobenou mimo jiné i epidemiemi různých nemocí (např. plané neštovice, příušnice apod.), kvůli rozvrácenému jugoslávskému zdravotnictví. 
Po skončení války byly vzájemné vztahy mezi Československem a Jugoslávií vřelé a přály možnosti obnovy původní spolupráce. Výuka po nějakou dobu probíhala v rámci vzdělávacích programů republiky Srbsko v rámci Jugoslávie a za pomoci učebnic nakoupených v Československu. Původní myšlenka, že by česká škola byla vyčleněna z jugoslávského vzdělávacího systému byla pro jugoslávskou stranu nepřijatelná. 
V rámci školy existovala také knihovna, která čítala přes sto knih. V obtížných poválečných letech pomáhala provozu školy hodně československá ambasáda.
Situaci ale zhatila roztržka mezi SSSR a Jugoslávií v roce 1948. Škola působila i nadále (Masaryk již nebyl v jejím názvu), výuku ale zajišťoval pedagog z oblasti s českou menšinou z dnešního Chorvatska (Daruvaru). Zajištění pedagogů v samotné Jugoslávii, stejně jako učebnic, se však ukázalo být velmi náročným úkolem. Kvůli malému počtu Čechů a Slováků se tisklo v Jugoslávii jen málo knih v obou jazycích, což znamenalo že se v mnoha případech k výuce používaly ještě převálečné publikace.
Kvůli politické situaci nadále nebyly organizovány výjezdy dětí do Československa během letních prázdnin.
Československé ministerstvo školství zamýšlelo v roce 1952 školu uzavřít, nicméně se tak nestalo.
Vzhledem k zcela zastavené vzájemné spolupráci mezi oběma zeměmi od roku 1948 se však zmenšovala česká komunita v Bělehradě a tedy docházelo k snižování počtu zapsaných dětí Roku 1960 to bylo jen pouhých deset dětí a tak byla škola uzavřena.

## Provoz
Československo i jugoslávské království podepsaly vzájemnou smlouvu, která vytyčila možnosti fungování této instituce a vzdělávání. Československá vláda věnovala provozu školy značnou pozornost, především s ohledem na to, že škola sloužila mimo jiné i pro děti diplomatů, průmyslníků a obecně vysoce postavených Čechů a Slováků, kteří v Bělehradě tehdy žili. Kromě finanční podpory i podpory materiální provádělo československé ministerstvo školství také inspekční činnost. Spory v tomto směru vyvolával i jugoslávský zákon o školství, který umožňoval výuku v mateřském (tj. jiném než srbochorvatském nebo slovinském) jazyce až od 5. třídy. Po druhé světové válce byla škola provozována v rámci vzdělávacích programů republiky Srbsko, ale z učebnicemi z ČSR.
Školu navštvovaly desítky dětí, počet se blížil zhruba rozmezí mezi dvaceti až sedmdesáti. Postupem času klesal. Vyučoval se český i slovenský jazyk a také jazyk srbochorvatský. Část dětí měla československé, část jugoslávské občanství, statisticky se některé hlásily k římskokatolickému vyznání a některé k pravoslaví. Ve školách se také připomínaly významné svátky jak v Československu, tak i v Jugoslávii (vč. např. dne republilky 29. listopadu, dne sv. Sávy nebo 28. říjen). 
Financování učitelského sboru zajišťoval v meziválečném období československý stát a další výdaje spojené s provozem školy potom československá obec. 

## Učitelé
V meziválečném období byli do školy vysíláni učitelé z tehdejšího Československa. Ještě před zřízením samotné školy učila český jazyk pedagožka z ČSR. Katecheta pro pravoslavnou víru byl nicméně ze Srbska a výuka probíhala v srbochorvatštině. 
Po druhé světové válce se předpokládala obnova v původním rozsahu, nicméně jugoslávská strana žádala dodržování vlastních standardů ve školství na všech školách na svém území. Pro vysílání pedagogů z ČSR na území Jugoslávie panoval dlouhou dobu konsensus, nicméně takový přístup vedl k tomu, že byli vysíláni především učitelé češti a v menší míře nebo snad žádné míře již slovenští, neboť bylo mnohem těžší najít vhodné pedagogy a vyslat je do Bělehradu. Proto jugoslávská vláda preferovala buď domácí učitele nebo učitele české a slovenské národnosti ze samotné Jugoslávie.
Jugoslávský stát se prostřednictvím středních učitelských škol snažil na působení na této škole připravit vyučující v Pakraci (kde se nacházela početná česká menšina) a v Báčském Petrovci (který byl centrem slovenské menšiny, později tomu bylo v Novém Sadu) tak, aby mohli učit i v Bělehradě. O učitele české národnosti, kteří byli z Jugoslávie byl obecně velký zájem přímo již tam, čeští učitelé ale vyučovali také na gymnáziu v Zenici. Pedagogové jiné než české než slovenské národnosti naráželi na slabší znalosti obou jazyků ČSR při výuce.